# Калиничи (Гомельская область)
Калиничи (бел. Калінічы; до 30 июля 1964 года — Кныровка) — деревня в Наровлянском сельсовете Наровлянского района Гомельской области Беларуси.
На юго-западе урочище Смолеговское Гало.

## География

### Расположение
В 4 км на запад от Наровли, 18 км от железнодорожной станции Ельск (на линии Калинковичи — Овруч), 182 км от Гомеля.

### Гидрография
На западе и севере мелиоративные каналы, соединённые с рекой Припять.

## Транспортная сеть
На автодороге Ельск — Наровля. Планировка состоит из прямолинейной широтной улицы, к которой с юго-запада присоединяется прямолинейная улица с переулком. Застройка деревянная, неплотная, усадебного типа.

## История
По письменным источникам известна с XVIII века. В 1811 году деревня в Речицком уезде, владение Гольста. В 1834 году во владении дворянина Горвата. В 1908 году в Наровлянской волости Речицкого уезда Минской губернии. В 1931 году жители вступили в колхоз. Во время Великой Отечественной войны освобождена от немецких оккупантов 29 ноября 1943 года частями 415-й стрелковой дивизии. 16 жителей погибли на фронте. Согласно переписи 1959 года в составе колхоза «Красный боец» (центр — деревня Завойть).
До 31 декабря 2009 года в составе Завойтянского сельсовета.

## Население

### Численность
- 2004 год — 31 хозяйство, 55 жителей.

### Динамика
- 1834 год — 9 дворов.
- 1897 год — 20 дворов, 79 жителей (согласно переписи).
- 1908 год — 25 дворов 187 жителей.
- 1959 год — 254 жителя (согласно переписи).
- 2004 год — 31 хозяйство, 55 жителей.